# Javier Eissmann
Pas d'image ? Cliquez ici

a Compétitions nationales et continentales officielles uniquement.

b Matchs officiels uniquement.
Dernière mise à jour le 26 janvier 2025.
Javier Eissmann, né le 21 mars 1997 à Santiago (Chili), est un joueur international chilien de rugby à XV évoluant au poste de deuxième ligne. Il joue pour le SU Agen en Pro D2.

## Biographie

### Jeunesse, formation et débuts senior au Chili (jusqu'en 2024)
Javier Eissmann grandit dans une famille francophile, et obtient son baccalauréat scientifique dans un lycée français à Santiago, avec une éducation en français. Par la suite, il étudie l'ingénierie des structures et acquiert un master en analyse sismique.
Eissmann commence la pratique du rugby à XV avec le Club Deportivo Universidad Católica avec qui il joue plus tard en Championnat du Chili en senior,,.
Le 2 février 2019, il fait ses débuts internationaux avec l'équipe du Chili contre les États-Unis.
Après la création de la compétition professionnelle de la Súper Liga Americana de Rugby en 2020, Javier Eissann rejoint la franchise chilienne de Selknam. Il fait ses débuts professionnels lors de la première édition.
En août 2023, le sélectionneur Pablo Lemoine le convoque en équipe du Chili, en vue de disputer la toute première Coupe du monde de l'histoire du rugby à XV chilien,. Il participe aux quatre rencontres disputées par sa sélection, dont trois  en tant que titulaire, lors des matchs contre le Japon, l'Angleterre, et l'Argentine. 

### Arrivée en France (depuis 2024)
Javier Eissmann est recruté en octobre 2024 par le SU Agen en tant que joker médical pour remplacer John Madigan (en) blessé. Le mois suivant, il prend la décision de renoncer à rejoindre la sélection nationale chilienne pour la tournée de novembre, préférant se concentrer sur sa carrière en club. Lors de sa première titularisation avec le club agenais, il réalise une bonne performance. À la suite de la blessure du capitaine Arnaud Duputs, il est reconduit en tant que joker médical en décembre pour pallier son absence jusqu'à mars 2025,.

## Palmarès
- Finaliste de la Súperliga Americana de Rugby en 2022 avec Selknam.